# Anemia di Fanconi
L'anemia di Fanconi, definita anche pancitopenia di Fanconi (da non confondere con quella ch'è erroneamente detta "sindrome di Fanconi", poiché di quest'ultima il nome più corretto è sindrome di De Toni-Fanconi-Debré ed è una patologia renale), è una rara malattia autosomica recessiva caratterizzata da diverse anormalità fenotipiche, presente inoltre con rare forme eterosomiche. L'aspetto più rilevante della affezione è legata alla funzione del midollo osseo, che non riesce a produrre i globuli bianchi, i globuli rossi o le piastrine. Tale deficit può riguardare prevalentemente uno o più di tali elementi.

## Storia
Venne descritta per la prima volta dal pediatra svizzero Guido Fanconi (1892-1979) nel 1927. Individuò la patologia in tre bambini di età fra i 5 e i 7 anni appartenenti alla stessa famiglia. Sino alla fine del XX secolo furono individuati meno di 1000 casi nel mondo.

## Epidemiologia
La malattia ha una frequenza di 1–5 casi ogni 1 000 000 di nati. Si è dimostrata in varie etnie umane, mostrando particolare concentrazione in popolazioni con elevata consanguineità, come alcuni gruppi ristretti ed isolati, gli Askenaziti, alcuni gruppi bianchi del Sudafrica, alcune popolazioni di montagna.
In Italia oltre il 50% dei casi si è rilevata in Campania, dei quali la metà (quindi il 25% dei casi nazionali) in provincia di Benevento, del restante, distribuito nel resto del paese, si ha una lieve concentrazione nel delta del Po.
La malattia si manifesta prevalentemente dalla nascita (accompagnata spesso da una estesissima varietà di stimmate), raramente si sono manifestati sintomi in età adulta (anche dopo i 40 anni).

## Sintomatologia
Le anomalie di aspetto riguardano maggiormente lo scheletro, tipica la aplasia (assenza) del radio; la pelle con iperpigmentazione (macchie di vino o color caffellatte), gli occhi con microftalmia e nistagmo, che portano solitamente ad una diminuzione anche notevole delle capacità visive; in minore percentuale di incidenza si possono presentare: difetti cardiaci, renali e urogenitali ed inoltre bassa statura, sordità e ipogonadismo.
In generale è evidente caratteristica di questa affezione la variabilità delle diverse manifestazioni, che possono essere presenti o in parte assenti, ma anche di essere, se presenti, in diverse condizioni di gravità.
I pazienti hanno una maggiore possibilità di mostrare leucemia mieloide acuta, fra tutte le forme quella legata al gene FANCG ha la più alta percentuale, e alcune forme tumorali di tipo solido, in incidenza inconsuetamente alta per l'età pediatrica.

## Eziologia
La causa di malattia è genetica. Sono state studiate le mutazioni di 13 geni che possono esserne la causa: tali geni codificano per prodotti proteici di natura enzimatica coinvolti nelle vie di riparazione del DNA da danni da tossine (sostanze alchilanti e così via).
Di queste tredici mutazioni almeno una sarebbe legata al cromosoma X. In tal caso, per ricorrenza eterosomica sono molto più soggetti i maschi, non avendo l'omologo X a complementazione; la ereditarietà segue la via consueta con trasmissione matrilineare di madri portatrici e figli maschi sempre affetti se eredi del gene, mentre le figlie possono essere portatrici.
Per il resto delle altre mutazioni, essendo la patologia un disordine recessivo autosomico bisogna che entrambi i genitori siano dei portatori affinché un loro figlio o figlia erediti la anomalia manifesta, mentre la prole rimane portatrice se eredita la caratteristica da uno dei due genitori. È quindi ovvia nella incidenza il rischio legato alla consanguineità.
La malattia è sostanzialmente dovuta ad una fragilità cromosomica (come per il morbo di Bloom e l'atassia-teleangectasia): i cromosomi vanno incontro spontaneamente a vistose fasi cicliche distruttive (i cromosomi in mitosi si spezzano, restando frammentati o ricombinati casualmente), tale fatto provoca, già dalla età prenatale, gravissime anomalie strutturali e funzionali.
L'effetto inciderebbe maggiormente nella fase replicativa mitotica, in cui il corredo cromosomico è maggiormente esposto, dato che la crisi può essere indotta con opportuni stimoli (sostanze favorenti la mitosi cellulare).
L'effetto più grave, per il loro immediato risvolto funzionale, è la presenza di imponenti crisi nella funzione della produzione sanguigna. Per tali aspetti si ritiene che gran parte degli eventi patologici in fase prenatale abbia esito spontaneo in aborto.
La malattia definita in origine come "anemia aplastica" è detta più propriamente "pancitopenia aplastica", essendo coinvolti nella mancata produzione del tessuto ematopoietico tutti i componenti del sangue, anche se risulta spesso prevalente la carenza di alcuni.
La malattia, come è comprensibile dalla costituzionale instabilità cromosomica, reca come manifestazione secondaria una elevata incidenza nell'insorgenza di neoplasie.
I geni responsabili individuati sono FANCA (65% dei casi), FANCB (anche conosciuto come BRCA2, noto gene oncosopressore correlato a carcinomi dell'apparato ginecologico e colon, gemello di BRCA1 correlato a forme di carcinoma al seno con predisposizione familiare), FANCC (15% dei casi), FANCD1, FANCD2, FANCE, FANCF, FANCG (10% dei casi), FANCI, FANCJ, FANCL, FANCM e FANCN.

## Prognosi
Nei casi più gravi la malattia è fatale nei primi 5-9 anni di vita, esistono peraltro anche a misura dell'estrema variabilità nella espressione della patologia, casi di adulti con effetti patologici più limitati.
Per quanto si possa manifestare con una varietà possibile di vistosi effetti somatici, la malattia è fatale prima di tutto per i suoi effetti ematici, dovuti al crollo della produzione dei componenti corpuscolati del sangue, in particolare delle piastrine, per cui il decesso sopravviene per emorragia cerebrale. In realtà tutti gli elementi del sangue sono coinvolti, ma la carenza temporanea di globuli rossi e bianchi è maggiormente sopportabile. A causa delle emorragie, la sopravvivenza media è stimata a 16 anni.

## Terapia
Attualmente il trattamento risolutivo (perlomeno per gli aspetti ematici) è il trapianto del midollo osseo, altre terapie sono costituite da trasfusioni e somministrazione di androgeni e cortisonici; resta comunque irrisolta la costituzionale fragilità cromosomica, con le conseguenti implicazioni neoplastiche. Di nessun aiuto l'uso dell'eritropoietina per stimolare la produzione eritrocitaria, e dannoso l'uso di fattori stimolanti colonie (CSF).
Uno studio portoghese del 2012, condotto su culture di linfociti ottenuti da pazienti con pancitopenia di Fanconi, indica nell'associazione tra l'acido alfa-lipoico e la N-acetil-cisteina un utile approccio profilattico per ritardare i sintomi clinici progressivi nei pazienti con pancitopenia di Fanconi causati da agenti alchilanti, cui sono particolarmente sensibili questi soggetti.

## Diagnosi
A differenza degli aspetti esteriori, spesso molto variabili e raramente quasi assenti, l'esame in vitro del corredo genetico cellulare è determinante per riconoscere le persone affette. I corredi cellulari (spesso di globuli bianchi, prelevati da adulti o, in diagnosi prenatale, da sangue ombelicale o da villi coriali), sono cimentati con un epossido (diepossibutano) diluito e mostrano una differenza molto vistosa ed indubbia: a fronte di una, o più spesso, nessuna frattura cromosomica nel corredo dell'individuo sano di controllo, nell'individuo affetto si hanno decine di rotture per ogni cromosoma, con numerosi frammenti disarticolati e dispersi e frequenti riarrangiamenti casuali.

### Generica
- Joseph C. Sengen, Concise Dictionary of Modern Medicine, New York, McGraw-Hill, ISBN 978-88-386-3917-3.
- Giorgio Bartolozzi, Guglielmi Maurizio, Pediatria principi e pratica clinica, Torino, Elsevier-Masson, 2008, ISBN 978-88-214-3033-6.

### Specifica
- Fanconi anaemia, M Tischkowitz and S Hodgson. J Med Genet. gennaio 2003 40 pp. 1–10